# Compton (Californie)
Pour les articles homonymes, voir Compton.
Compton est une ville située dans le comté de Los Angeles, dans l'État de Californie, aux États-Unis. Elle est située au sud de Willowbrook, entre West Compton et East Rancho Dominguez.
La ville comptait 94 425 habitants au recensement de 2007. Géographiquement elle est divisée en deux par un gigantesque « channel » (canal d'évacuation d'eau). Elle est principalement connue à cause de la violence des gangs. Cette réputation de ville dangereuse a été illustrée par différents groupes de gangsta rap.

## Géographie
Compton s'étend sur 26,4 km2.
La ville est divisée en deux par un gigantesque « channel » (canal d'évacuation d'eau).

## Histoire

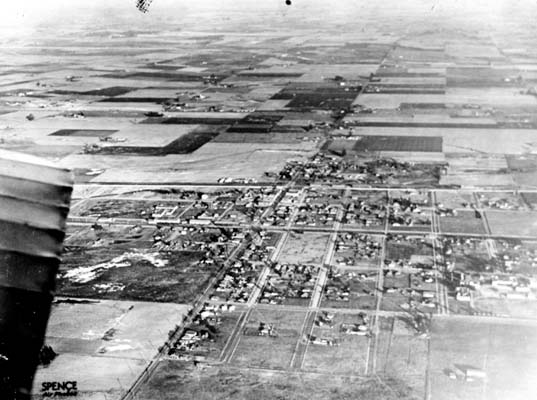
Vue aérienne de Compton en 1920.

En 1784, la couronne d'Espagne légua un territoire de plus de 304 km2 à Juan José Domínguez dans cette région, le « Rancho San Pedro ». En 1867, Griffith D. Compton (né en 1820, mort en 1905) guida un groupe de colons à la recherche de la douceur du climat californien dans cette région. La ville fut créée le 11 mai 1888, et nommée en hommage à Griffith D. Compton. Compton grandit rapidement au milieu des années 1900. Jusque dans les années 1920, Compton était une bourgade rurale vivant de l'agriculture. La communauté afro-américaine commença à s’établir pendant la Seconde Guerre mondiale. Dans les années 1960-1970, Compton était une ville de la classe moyenne noire, mais plusieurs entreprises et commerces fermèrent et la criminalité augmenta. Dans les années 1980, la ville devint le repaire des gangs qui se battaient pour le contrôle du marché de la drogue. Elle perdit ses habitants les plus riches et après les émeutes de 1992 de Los Angeles, de nombreux noirs quittèrent la région. Pendant la même période, de nombreuses familles hispaniques emménagèrent à Compton. Bien que de nombreuses personnes pensent encore que Compton est avant tout une ville noire, les hispaniques composent aujourd'hui le plus grand groupe ethnique de la ville. Ces derniers souhaitent accéder à la propriété. La violence des gangs, sans totalement disparaître, a fortement chuté.
Malgré tout, une rue sera nommée le 22 novembre de l'année 2023 en hommage au rappeur Eazy-E, mort prématurément du Sida le 26 mars 1995,.
Un monument emblématique de Compton est son mémorial de Martin Luther King, le Martin Luther King, Jr. Memorial (en).

## Démographie
| Groupe            | Compton | Californie | États-Unis |
| ----------------- | ------- | ---------- | ---------- |
| Autres            | 36,2    | 17,0       | 6,2        |
| Afro-Américains   | 32,9    | 6,2        | 12,6       |
| Blancs            | 25,7    | 57,6       | 72,4       |
| Métis             | 3,4     | 4,9        | 2,9        |
| Océaniens         | 0,7     | 0,4        | 0,2        |
| Amérindiens       | 0,7     | 1,0        | 0,9        |
| Asiatiques        | 0,3     | 13,1       | 4,8        |
| Total             | 100     | 100        | 100        |
|                   |         |            |            |
| Latino-Américains | 65,0    | 37,6       | 16,7       |

| 1870 | 1890 | 1910 | 1920  | 1930   | 1940   |
| ---- | ---- | ---- | ----- | ------ | ------ |
| 160  | 636  | 922  | 1 478 | 12 516 | 16 198 |

| 1950   | 1960   | 1970   | 1980   | 1990   | 2000   |
| ------ | ------ | ------ | ------ | ------ | ------ |
| 47 991 | 71 812 | 78 547 | 81 350 | 90 454 | 93 493 |

| 2010   | - | - | - | - | - |
| ------ | - | - | - | - | - |
| 96 455 | - | - | - | - | - |

En 2010, la population hispanique et latino est majoritairement d'origine mexicaine, les Mexicano-Américains composant 56,1 % de la population. La ville abrite une communauté d'origine salvadorienne (2,6 % de la population de la ville) et une communauté d'origine guatémaltèque (1,5 % de la population). La population blanche non hispanique ne représente que 0,9 % de la population.
Selon l'American Community Survey, pour la période 2011-2015, 61,07 % de la population âgée de plus de 5 ans déclare parler l'espagnol à la maison, 37,77 % déclare parler l'anglais et 1,16 % une autre langue.
Selon l'American Community Survey, pour la période 2011-2015, les revenus médians des ménages est de 43 507 dollars par an, comparés aux 56 169 dollars au niveau du comté de Los Angeles.

## Transports
La ville de Compton est connue sous le surnom de « Hub City », la « ville carrefour », à cause de sa position unique dans le centre de l'agglomération de Los Angeles et des nombreuses voies de communications qui la desservent. Cinq autoroutes délimitent la ville et lui donnent un bon accès aux destinations alentour.
La ligne A de métro léger qui relie le centre de Los Angeles à la banlieue Sud (Compton, Carson, Long Beach) traverse la ville du Nord au Sud. La gare de Compton est au cœur de la ville, à proximité du centre commercial « renaissance », avec une correspondance pour la ligne C, qui traverse le Sud de Los Angeles d'Est en Ouest, ou la ligne B, souterraine au centre de Los Angeles qui relie, entre autres, Hollywood.
Les ports de Long Beach et de Los Angeles sont à moins de 20 minutes de voiture du centre de Compton. Le petit aéroport de Compton/Woodleyest situé dans la ville, et est situé dans l'espace aérien encombré des aéroports de Los Angeles et de Long Beach.
Compton possède un aéroport (Compton Airport, code AITA : CPM).

## Criminalité

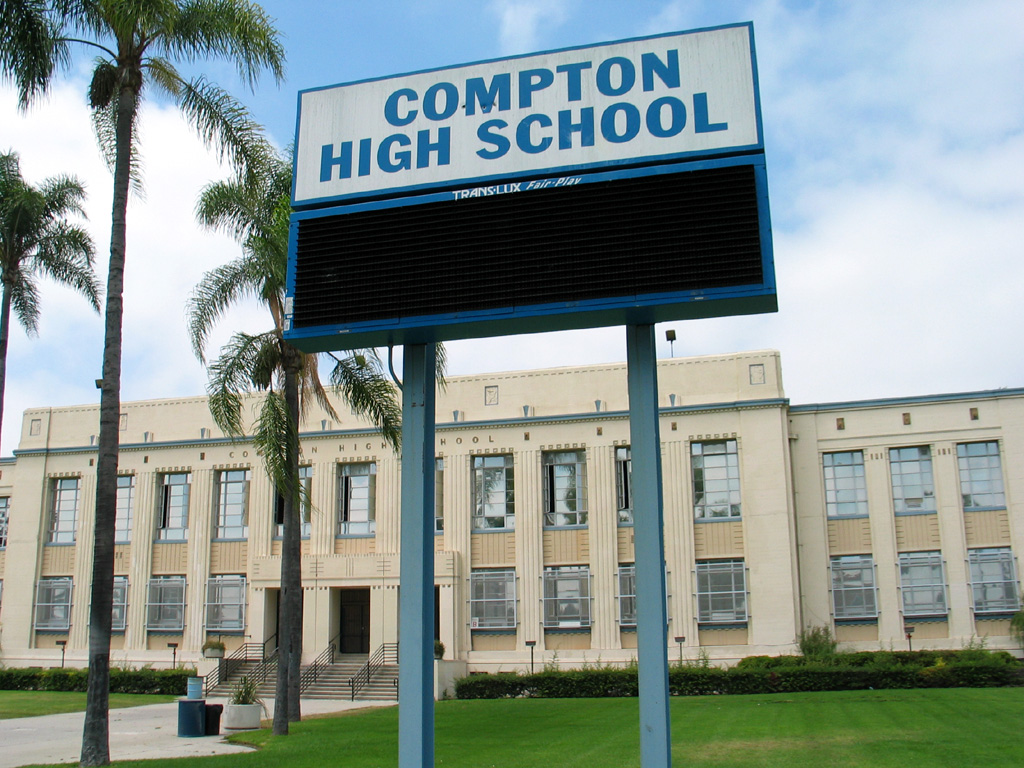
Panneau du lycée de Compton

Compton est connue pour avoir la plus haute criminalité des États-Unis, et la Morgan Quitno Corporation a désigné la ville comme la plus dangereuse des États-Unis en 2004 (catégorie plus de 75 000 habitants). Compton a connu 75 meurtres en 2005, soit un taux par habitant alarmant, 15 fois supérieur à la moyenne nationale. En 2006, pour lutter contre la violence liée aux armes, les citoyens de Compton ont bénéficié d'un programme appelé « the Gifts for Guns Program » et qui consistait à pouvoir échanger leur arme contre un chèque-cadeau de 100 $.
Compton présente une forte activité des gangs Varrio Tortilla Flats, Compton Varrio 70's, Compton Varrio Largo 36, Compton Varrio Alondra, et les plus célèbres, « Crips » et « Bloods ». Les conflits entre les gangs Crips et Bloods sont à l'origine de nombreux films.
La corruption est également l'un des problèmes majeurs de la ville. En 1995, le maire et une conseillère municipale ont été reconnus coupables d'extorsion de fonds. En 2002, le maire remplaçant a été condamné pour avoir utilisé le crédit municipal à des fins personnelles. Différentes administrations municipales ont été impliquées dans des affaires de détournement de fonds publics ou d'attribution frauduleuse de marchés publics. Ces affaires contribuent également à la mauvaise réputation de la ville et découragent les investisseurs.
La forte criminalité de la ville était principalement due aux conditions économiques, ainsi qu'à sa position privilégiée au centre des ghettos de la partie Sud de Los Angeles. Elle est fortement liée au commerce de la drogue. La criminalité était moindre dans les années 1970 et le début des années 1980, avant que le crack ne prenne une part importante de la consommation de drogue.
Le comté de Los Angeles a lancé en 2002 une vaste opération de restructuration urbaine pour sortir Compton de la drogue et de la violence. En 2005, le taux d’homicides a diminué de 65 % grâce à une politique de renforcement des effectifs policiers : le shérif du comté de Los Angeles, Lee Baca, a en effet embauché plusieurs nouveaux agents envoyés sur le terrain. En 2010, on constate que le nombre d'homicides liés aux gangs a très fortement baissé depuis 2002, de même que le nombre de vols, agressions et viols. Le taux de criminalité à Compton en 2010 est de 220 crimes pour 10 000 habitants.

## Éducation
La ville fait partie du district de Compton Unified School.

## Personnalités liées à la ville
Compton est le lieu de naissance de nombreuses figures du rap américain :
Le groupe N.W.A (Nigg*z With Attittude) formé d'Arabian Prince, DJ Yella, Dr. Dre, Eazy-E, Ice Cube, Krazy Dee et MC Ren.
Les rappeurs Kendrick Lamar, Coolio, The Game et Roddy Ricch viennent eux aussi de Compton.
Le disc-jokey DJ Mustard est un natif de la ville.

## Dans la culture populaire
La ville de Compton est représentée dans le jeu vidéo Grand Theft Auto: San Andreas sous le nom de Ganton ainsi que dans GTA V (2013) sous celui de Davis. Dans ces jeux, Los Angeles porte le nom de Los Santos.
La ville est mise en avant dans le film NWA: Straight Outta Compton (2015). Le rappeur-producteur Dr. Dre a nommé son troisième album solo, Compton (2015), en hommage à sa ville natale. C’est également à Compton qu’ont été tournés les clips de Kendrick Lamar King Kunta et Not Like Us.
Compton apparaît également dans la série télévisée horreur américain Them en 2021.